# Hörby socken
Hörby socken i Skåne ingick i Frosta härad och området ingår sedan 1971 i Hörby kommun och motsvarar från 2016 Hörby distrikt.
Socknens areal är 66,18 kvadratkilometer varav 61,92 land, köpingens areal inräknad. År 2000 fanns här 7 757 invånare. Tätorterna Osbyholm med Osbyholms slott och Hörby med sockenkyrkan Hörby kyrka ligger i socknen.

## Administrativ historik
Socknen har medeltida ursprung. 
Vid kommunreformen 1862 övergick socknens ansvar för de kyrkliga frågorna till Hörby församling och för de borgerliga frågorna bildades Hörby landskommun. Ur landskommunen utbröts 1900 Hörby köping. 1952 uppgick kvarvarande landskommunen i Östra Frosta landskommun som uppgick 1969 i Hörby köping som ombildades 1971 till Hörby kommun. Församlingen utökades 2002.
1 januari 2016 inrättades distriktet Hörby, med samma omfattning som församlingen hade 1999/2000. 
Socknen har tillhört län, fögderier, tingslag och domsagor enligt vad som beskrivs i artikeln Frosta härad. De indelta soldaterna tillhörde Norra skånska infanteriregementet, Frosta kompani och Skånska dragonregementet, Torna skvadron, Sallerups kompani.

## Geografi
Hörby socken ligger omkring Hörby kring Hörbyån med Ringsjön i väster och Linderödsåsen i öster. Socknen är en odlad kuperad slättbygd, mer kuperad och skogrik i öster.

## Fornlämningar
Från stenåldern är boplatser funna. Gravar, gravhögar, stensättningar och domarringar från bronsåldern och äldre järnåldern är funna. Fossil åkermark har påträffats. 

## Namnet
Namnet skrevs 1316 Hörby och kommer från kyrkbyn. Efterleden är by, 'gård; by'. Förleden är hörg/harg, 'stenig mark; helig plats'.